# Gasela vermella
La gasela vermella (Eudorcas rufina) és una espècie de gasela extinta que solia viure al nord d'Algèria i el Marroc. Tanmateix, alguns autors consideren que es tractava d'una subespècie de la gasela de front vermell (E. rufifrons). Probablement vivia a les àrees muntanyoses de l'Àfrica del Nord, que comptaven amb més aigua que els deserts. Fou observada per última vegada abans del 1894. Se'n coneixen tres espècimens, que foren comprats a Alger i Orà a finals del segle xix.